# I’m Down
«I’m Down» — песня группы The Beatles, написанная Полом Маккартни (подпись Леннон — Маккартни). Впервые песня была выпущена как сторона «Б» сингла «Help!» 19 июля 1965 года.

## Запись
Песня «I’m Down» была записана 14 июня 1965 года — в тот же день, что и «Yesterday» и «I’ve Just Seen a Face». Запись проходила на студии Abbey Road в Лондоне. После записи первых дублей «I’m Down» Маккартни говорит: «Пластиковый соул, чувак. Пластиковый соул» (англ. Plastic soul, man. Plastic soul). Этот комментарий был включён в сборник группы Anthology 2 (1996).

## Участники
- Пол Маккартни — вокал, бас-гитара
- Джон Леннон — ритм-гитара, орган, бэк-вокал
- Джордж Харрисон — гитара, бэк-вокал
- Ринго Старр — барабаны, бонго